# Glosariusz
Glosariusz, glosarium (łac. glossarium od gr. γλωσσα glōssa „język”, niejasne słowo wymagające objaśnienia) – słownik objaśniający wyrazy trudniejsze (zwłaszcza w dawnych tekstach): przestarzałe, rzadko używane lub mniej popularne. Również wykaz (zbiór) takich wyrazów, zwykle umieszczany na końcu książkowej publikacji (szczególnie popularnonaukowej bądź naukowej).
Pierwotnie glosariusz stanowił zbiór glos, czyli przypisów, do poszczególnych słów lub fragmentów tekstu, dokonywanych przez kopistę manuskryptów lub czytelników książek na marginesach stron.
Glosariusz to także rodzaj słownika terminologicznego, zawierającego terminy stosowane w danej dziedzinie i ich odpowiedniki w innym języku. Glosariusz nie podaje dodatkowych informacji gramatycznych, etymologicznych lub uwag dotyczących wymowy, frazeologii czy sposobu użycia danego słowa. Między terminami w języku źródłowym i docelowym powinna zasadniczo zachodzić relacja jeden do jednego, inaczej niż w przypadku słów należących do powszechnej warstwy leksykalnej języka i zawartych w słowniku, gdzie jedno słowo ma często wiele różnych znaczeń, a co za tym idzie, także wiele różnych odpowiedników w języku docelowym. Glosariusze terminologiczne, często wielojęzyczne, są niekiedy wydawane drukiem jako normatywna terminologia dla specjalistów w danej dziedzinie, najczęściej jednak mają charakter roboczy i stanowią narzędzie ułatwiające pracę przekładową. Glosariusz ma więc zwykle funkcję preskryptywną (dyktuje ściśle określony, normatywny odpowiednik danego terminu), a słownik deskryptywną (rejestruje funkcjonujące znaczenia danego słowa).